# Yaro (Pô)
Pour les articles homonymes, voir Yaro.
Yaro est une commune rurale située dans le département de Pô de la province du Nahouri dans la région du Centre-Sud au Burkina Faso.

## Géographie
Yaro est situé à 10 km au Nord-Ouest de Pô.

## Santé et éducation
Les centres de soins les plus proches de Yaro sont les centre de santé et de promotion sociale (CSPS) et centre médical (CMA) de Pô.